# ドリームキャスト2
ドリームキャスト2は、セガから発売することが計画されていたゲーム機。これが発売されなくなったことでセガのゲーム機からの撤退や、セガの巨額損失の確定や、損失の補填のために大川功の私財とCSKから500億円ずつの計1000億円の拠出や、ストレスで大川功の癌の発症などにまでなる。

## 概要

### ドリームキャスト2の計画まで
1998年に発売が予定されていたドリームキャストは、セガのゲーム機メーカーとしての起死回生のために絶対に成功させなければならなかった。当時に大川功の秘書であった西和彦もドリームキャストを成功させるための意見を求められ、西は絶対にDVDが必要という意見を出した。DVDがあればゲーム機で映画を見ることができるという機能も果たせるためであった。そして当時にはPlayStation 2が計画段階であり、西はPlayStation 2には必ずDVDを入れて来るだろうと見ており、DVDが無ければ必ずプレイステーション2に負けると主張していた。この意見に大川功は納得したものの、セガの会社としての意見は、これでは1998年の年内での発売には間に合わないために却下されることとなった。これに対して西は負ける製品を出すことに意味はあるのかと思ったが、引き下がらなければならなかった。セガはドリームキャストは年末までに100万台は売れると判断して1998年11月27日に発売されたものの、ドリームキャストには予想したほどの反響は無く、セガのゲーム機メーカーとしての起死回生にはならなかった。

### ドリームキャスト2の計画
ドリームキャストが発売されてすぐの時点で、セガの社内ではドリームキャスト2への会議が始まっていた。ここでは西和彦は深く関わっており、大川功にも好きなことをやってみろと任されていた。西はドリームキャスト2はドリームキャストの価格プラス1万円でDVD-Rを付けて、さらにプラス1万円でメモリーを増やして、パソコンとしても使えるというハードを構想していた。テレビにつなぐことができるパソコンを構想していた。ドリームキャスト2をテレビにつなげれば番組表が表示され、番組表をクリックすればその番組が表示され、ハードディスクをつなげれば番組を録画できるというものであった。後の時代に売れたハードディスク・レコーダーがまさにやろうと思っていたことであった。

### ドリームキャスト2の白紙化とセガのゲーム機からの撤退
1999年に入るとセガの経営は危機的な状況に突入した。1999年8月7日に大川功は「1999年は利益と経費の関係が一番悪い時期であり、経費を落とさなければならない。セガの株価は良いときの15%ほどになっている。海外投資で1300億円の無駄遣いをした。企業文化の否定からしなければならない」と発言している。この時点で2000年3月までにソニーがPlayStation 2を発売することが明らかとなっていた。セガの経営は社長ではなく大川功が自ら行うということになったために、西和彦は1999年9月20日にドリームキャスト2を提案して、セガ1社だけでなく他社とも組むことなども盛り込み、この提案を受けても何もしなければセガのゲーム機からの撤退も考えることになると訴えた。だがこの時の大川はゲーム機からは撤退したいと考えていた。だが西はハードウェアのプラットフォームを握ったものがソフトウェアの握るのが現実であり、それができないならばハードウェアから撤退するべきであると主張すれば、大川はそれに納得した。だがセガの社内では西の構想するゲーム機に対して、あくまでもゲーム機ではならないとして全面的に反対されていた。他にも企業文化や金の勘定など難しい問題がたくさんあった。それからの2000年3月4日にPlayStation 2が発売されて、西の予想したとおりDVDが搭載されて、ゲーム機史上最も売れ、セガは絶望的な状況となった。最後の頼みの綱として西の友人でもあるビル・ゲイツのマイクロソフトとの提携を計画した。大川功とビル・ゲイツが面会をして、セガとマイクロソフトが組めば、ゲーム機業界は任天堂とソニーとセガ・マイクロソフトの3つのグループになりいい線になると説得していた。これに対してビル・ゲイツは乗り気であったが、マイクロソフトの担当者から反対され実現しなかった。これらのことからドリームキャスト2は実現しなくなり、セガはゲーム機から撤退をすることとなった。撤退し際して膨大な赤字補填が必要となり、大川功が私財から500億円とCSKから500億円の計1000億円が拠出されることとなった。この時期の大川功にのしかかっていたストレスが大川の身体を蝕み、2000年夏に癌を発症した。

### セガのゲーム機事業撤退後
セガのゲーム機事業撤退後も「ドリームキャスト2」の話題は出てくることがあった。
2007年にセガが「Dreamcast」をアメリカで商標登録した際、ドリームキャスト2が復活するのではないかという噂が立ったが、セガはゲーム機事業に戻るつもりはないと明言した。
また、「ドリームキャスト2」という名前は、ガにが2013年に始めたットワークサービス・の仮称として内輪で用いられており、正式名称の候補にもなったが、すでにドリームキャストのイメージが固まっているため、最終的には「it-tells」に決まった。